# Lista przebojów Marka Niedźwieckiego

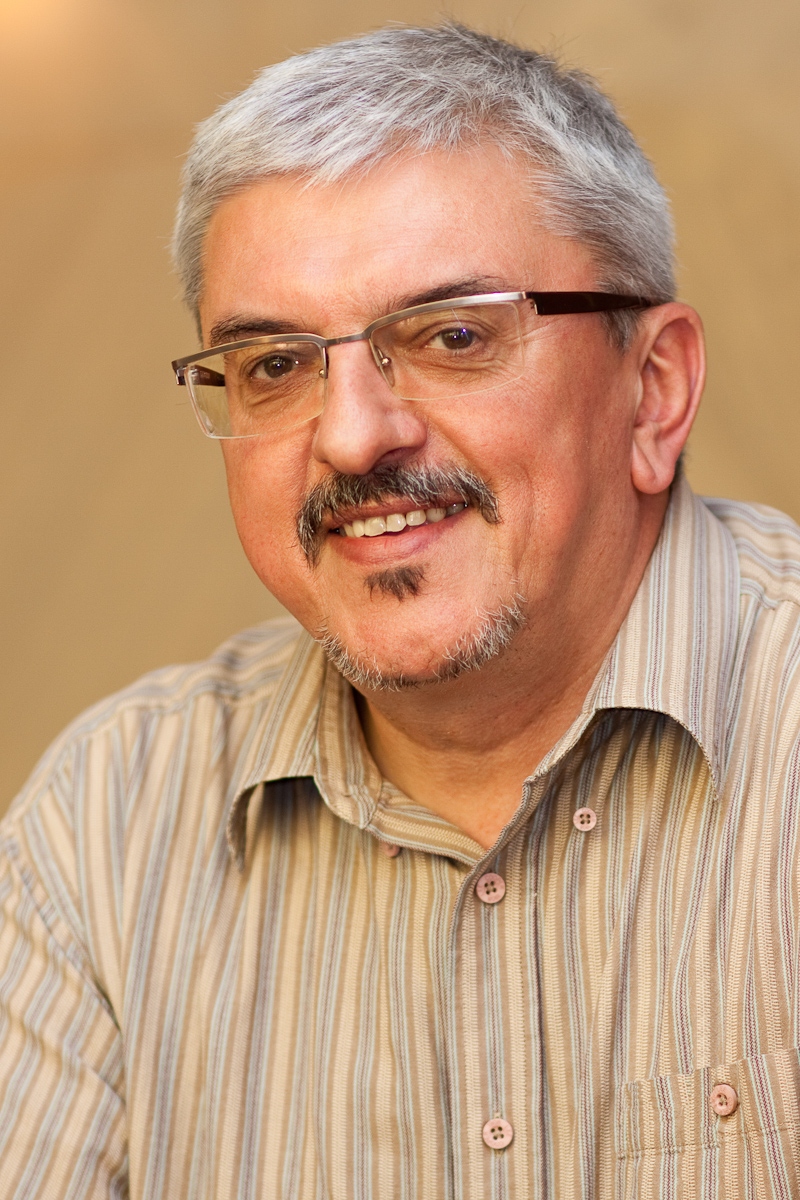
Marek Niedźwiecki

Lista przebojów Marka Niedźwieckiego – polska lista przebojów prowadzona przez Marka Niedźwieckiego od 11 stycznia 2008 do 22 stycznia 2010 w Radiu Złote Przeboje. Wcześniej, tj. 4 stycznia 2008, wyemitowano „notowanie zerowe” – składające się z utworów wybranych przez prowadzącego, będących propozycjami do głosowania. Audycja emitowana była w każdy piątek w godz. 19:00 – 22:00.
Lista składała się z 50 utworów (w tym 20 w tzw. poczekalni). Do studia zapraszani byli goście, m.in. 16 kwietnia 2009 gościem był Shakin’ Stevens. W czasie audycji wspominane były notowania z USA i Wielkiej Brytanii z lat 60., 70. i 80.
Ogółem wyemitowano 100 notowań Listy. Emisję zakończono z powodu wygaśnięcia kontraktu Marka Niedźwieckiego i jego odejścia z Radia Złote Przeboje.